# BC Damme
BC Damme is een Belgische badmintonclub uit Damme. De club werd opgericht in 1990 onder impuls van Paul Vandenbussche. BC Damme heeft sportzaal 't Veld in deelgemeente Sijsele als thuisbasis.
Badmintonclub Damme is aangesloten bij de West-Vlaamse Badminton Federatie, de Badminton Vlaanderen en de Belgische Badminton Federatie.

## Geschiedenis
BC Damme werd opgericht door de toenmalige bestuurders van Badmintonclub Oedelem. Omwille van de daling van het aantal leden in Oedelem en de oprichting van de nieuwe sportzaal 't Veld in Sijsele, werd beslist om Badmintonclub Oedelem stop te zetten en een nieuwe club te starten in Sijsele. Op vraag van de toenmalige burgemeester van Damme werd de officiële naam Badmintonclub Damme.
Al vrij snel werd duidelijk dat er nood was om in Sijsele een badmintonclub op te richten. Doelpubliek was, naast Damme en deelgemeentes, ook Sint Kruis, Assebroek, Maldegem en Oedelem, waarbij het ledenaantal al snel groeide tot bijna 150 leden. 

## Competitie & recreatie
Het toenmalige bestuur besloot om reeds bij de start zowel competitie als recreatieve badminton aan te bieden. 
De hoogtepunten in de competitie waren toen de eerste teams jaar na jaar doorstootten van de provinciale reeksen tot in 1ste nationale. 

## Paul Vandenbussche
Paul Vandenbussche was de oprichter van Badmintonclub Damme. Paul had eerder reeds zijn verdiensten in de badmintonwereld door de oprichting van CBRT Badmintonclub (ex Philips Brugge) en als medeoprichter van de West-Vlaamse Badminton Federatie (WVBF).
Paul stond ook aan de wieg van de Interprovinciale Jeugdontmoeting (IPJO). In deze jaarlijkse bijeenkomst nemen de jeugdteams van de vijf Vlaamse provincies het tegen elkaar op. De IPJO werd voor het eerst georganiseerd op 14 en 15 januari 1989 in De Panne.